# Groß-Gerau
Groß-Gerau è una città tedesca di 26 418 abitanti, situata nello stato dell'Assia.
È capoluogo del circondario omonimo.

## Storia
Fu insediamento militare romano di un'unità ausiliaria (a partire dalla fine del I secolo a.C. sotto la dinastia dei Flavi).